# Letim, sanjam, dišem
Letim, sanjam, dišem je šesti studijski album srbske/jugoslovanske novovalovske zasedbe Električni orgazam.
PGP RTB ga je izdala leta 1988.

## Seznam skladb
Vse pesmi je napisal Srđan Gojković, razen kjer je navedeno drugače. Priredil Električni Orgazam.
| Ova Strana | Ova Strana                           | Ova Strana |
| Št.        | Naslov                               | Dolžina    |
| ---------- | ------------------------------------ | ---------- |
| 1.         | „Igra rok' en' rol cela Jugoslavija‟ |            |
| 2.         | „Svi ljudi i sve žene‟               |            |
| 3.         | „Ti‟                                 |            |
| 4.         | „Sve što radim, radim za nju‟        |            |
| 5.         | „Kad vse devojke budu moje‟          |            |

| Ona Strana | Ona Strana                                       | Ona Strana |
| Št.        | Naslov                                           | Dolžina    |
| ---------- | ------------------------------------------------ | ---------- |
| 1.         | „Poljubi me in priznaj mi‟                       |            |
| 2.         | „(Hajde bejbe) Daj da vidim sad‟                 |            |
| 3.         | „Ona vedno želi vse‟                             |            |
| 4.         | „Sve ste vi naše devojke‟ (bobni — Piko Stančić) |            |
| 5.         | „Sunce zna da Mesec zna‟                         |            |

## Osebje
- Švaba (Zoran Radomirović) — bas kitara
- Čavke (Goran Čavajda) — bobni, spremljevalni vokal
- Anton (Nebojša Antonijević) — kitara
- Banana (Branislav Petrović) — kitara, spremljevalni vokal
- Gile (Srđan Gojković) — kitara, glavni vokal
- Saša Lokner — klaviature